# Identyfikacja (psychologia)
Identyfikacja (łac. idem - ten sam) może być traktowana jako rozwojowa, obronna i jako uczenie się roli społecznej.
Jako mechanizm obronny jest procesem, za pomocą którego jednostka  w różnym stopniu upodabnia się do kogoś innego, utożsamia z drugim człowiekiem, przejmuje jego myśli, cele i zachowania. Bardzo wcześnie pojawiającym się w rozwoju psychicznym człowieka jest odmiana identyfikacji - identyfikacja z agresorem - traktowana jako psychotyczny mechanizm obronny.
Gdy między poziomem aspiracji a poziomem osiągnięć zachodzi znaczna różnica, a  człowiek traci widoki osiągnięcia ważnych celów życiowych, wówczas może znaleźć częściowe ich zaspokojenie w sposób pośredni, w wyniku identyfikacji. Na przykład los poskąpił komuś upragnionej pozycji zawodowej i dlatego szczególnie usilnie pragnie, by zyskały ją jego dzieci. Identyfikuje się z nimi w zakresie ich kariery zawodowej, toteż niepowodzenia odbiera jak własne porażki, natomiast sukcesy - i tu właśnie dochodzi do głosu identyfikacja jako mechanizm obronny - traktuje jak własne.
Identyfikacja jest pojęciem używanym także w psychologii poznawczej na oznaczenie jednego z procesów pamięciowych.